# Chlorochadisra viridipulverea
Chlorochadisra viridipulverea är en fjärilsart som beskrevs av M.Gaede 1928. Chlorochadisra viridipulverea ingår i släktet Chlorochadisra och familjen tandspinnare. Inga underarter finns listade i Catalogue of Life.